# Coupe de France de football 2005-2006
 (juillet 2018).
Navigation
Coupe de France 2004-2005 Coupe de France 2006-2007
La Coupe de France de football 2005-2006 est la 89e édition de la Coupe de France, une compétition à élimination directe mettant aux prises des clubs de football amateurs et professionnels à travers la France. Elle est organisée par la Fédération française de football (FFF) et ses ligues régionales. Ce sont 6 394 clubs qui participent à la compétition, laquelle se déroule de 2005 à 2006. La compétition à élimination directe met aux prises 6 394 clubs amateurs et professionnels à travers la France. 
L'Association de la jeunesse auxerroise, club de Ligue 1, est le tenant du titre. La coupe est remportée par le Paris Saint-Germain FC qui s'impose en finale 2-1 face à l'Olympique de Marseille.

## Déroulement de la compétition
La coupe est répartie en un total de quatorze tours, où, chaque division entre une à une. C'est un système à élimination directe où une équipe est éliminée dès lors qu'elle perd un match. Les clubs des ligues régionales entrent lors du premier ou deuxième tour. Les équipes de CFA2 rentrent au troisième tour ; celles de CFA au quatrième ; celles de National au cinquième ; celles de Ligue 2 au septième ; celles de Ligue 1 au neuvième (trente-deuxièmes de finale).
En cas d'égalité, une prolongation est jouée et si insuffisant, une séance de tirs au but.
Le vainqueur de la compétition remporte 1,83 million d'euros.

## Septième tour
Les matchs du septième tour ont été joués les ??? 2005.
Les 20 équipes de Ligue 2 firent leur entrée en lice. Parmi les clubs de L2, seul Gueugnon fut éliminé.
| Équipe 1                               | Score | Équipe 2                                 |        |
| Sporting Toulon Var (Nat.)             | 0 - 0 | Montpellier HSC (L2)                     | 4-5 ** |
| FC Istres (L2)                         | 3 - 0 | Aviron Bayonnais (Nat.)                  |        |
| US Raon (Nat.)                         | 0 - 1 | Stade de Reims (L2)                      |        |
| Croix de Savoie (Nat.)                 | 1 - 0 | FC Gueugnon (L2)                         |        |
| Amiens SC (L2)                         | 2 - 1 | US Boulogne (Nat.)                       |        |
| AS Taissy (CFA2)                       | 0 - 1 | Dijon FCO (L2)                           |        |
| FC Bassin d'Arcachon (CFA2)            | 1 - 2 | Clermont Foot (L2)                       |        |
| Le Havre AC (L2)                       | 1 - 0 | US Saint-Omer (CFA2)                     |        |
| Valenciennes FC (L2)                   | 5 - 0 | Arras Football (CFA2)                    |        |
| Stade lavallois (L2)                   | 1 - 1 | Stade lamballais (CFA2)                  | 5-3 ** |
| Ancienne Château-Gontier (DH)          | 0 - 5 | Stade Brestois (L2)                      |        |
| FC La Suze (DH)                        | 1 - 3 | EA Guingamp (L2)                         |        |
| USSA Vertou (DH)                       | 0 - 1 | FC Lorient (L2)                          |        |
| Olympique Saint-Julien (DHR)           | 1 - 7 | Grenoble Foot (L2)                       |        |
| FC Tremblay (DHR)                      | 1 - 5 | SM Caen (L2)                             |        |
| ES Vertus Villeneuve (DHR)             | 0 - 4 | CS Sedan-Ardennes (L2)                   |        |
| Revel (DH)                             | 1 - 5 | FC Sète (L2)                             |        |
| Andernos Sport (DHR)                   | 0 - 4 | LB Châteauroux (L2)                      |        |
| FC Noidannais (DHR)                    | 1 - 5 | US Créteil-Lusitanos (L2)                |        |
| FC Saint-Joseph (District)             | 0 - 8 | SC Bastia (L2)                           |        |
| ESA Brive (CFA)                        | 2 - 1 | FC Libourne-Saint-Seurin (Nat.)          |        |
| SO Romorantin (Nat.)                   | 2 - 0 | US Chantilly (CFA2)                      |        |
| Saint-Pryve Saint-Hilaire FC (CFA2)    | 2 - 1 | AS Cherbourg (Nat.)                      |        |
| SCO Angers (Nat.)                      | 0 - 2 | Club Franciscain (Martinique)            |        |
| ES Segré (DH)                          | 0 - 1 | Vannes OC (Nat.)                         |        |
| AC Seyssinet (DH)                      | 0 - 4 | AS Cannes (Nat.)                         |        |
| Doué-la-Fontaine (DSR)                 | 0 - 5 | Tours FC (Nat.)                          |        |
| AS Pagny sur Moselle (District)        | 0 - 1 | Entente Sannois Saint-Gratien (Nat.)     |        |
| US Loire-sur-Rhône (District)          | 0 - 3 | AS Moulins (Nat.)                        |        |
| Weyersheim (District)                  | 0 - 1 | CS Louhans-Cuiseaux (Nat.)               |        |
| FC Bourg-Péronnas (CFA)                | 2 - 3 | Jura Sud Foot (CFA)                      |        |
| FC Bagnols-Pont (CFA2)                 | 1 - 1 | RCO Agde (CFA)                           | 2-4 ** |
| Olympique Saint-Quentin (CFA2)         | 0 - 1 | FUSC Bois-Guillaume (CFA)                | *      |
| FC Mulhouse (CFA)                      | 1 - 0 | Vesoul HSF (CFA2)                        |        |
| FC Rhône Vallées (CFA2)                | 1 - 0 | AS Saint-Priest (CFA)                    |        |
| US Roye (CFA)                          | 1 - 1 | FC Les Lilas (CFA2)                      | 5-4 ** |
| GSI Pontivy (CFA)                      | 4 - 0 | AS Magenta (Nouvelle-Calédonie)          |        |
| AS Chaudron (Réunion)                  | 2 - 1 | Pierrots Vauban Strasbourg (CFA)         | *      |
| Dinan Léhon (DH)                       | 0 - 2 | AS Vitré (CFA)                           |        |
| US Luzenac (CFA)                       | 2 - 1 | Onet Le Château (DH)                     |        |
| AS Lyon Duchère (CFA)                  | 1 - 0 | Chalon Sur Saône (DH)                    |        |
| CS Le Moule (Guadeloupe)               | 0 - 3 | US Lesquin (CFA)                         |        |
| Olympique Noisy-le-Sec (CFA)           | 3 - 2 | US Matoury (Guyane)                      |        |
| Rethel Sportif (DH)                    | 2 - 1 | SAS Épinal (CFA)                         |        |
| Arménienne ASO (DH)                    | 2 - 3 | Calais RUFC (CFA)                        |        |
| USA Liévin Football (DHR)              | 1 - 0 | US Quevilly (CFA)                        |        |
| Kœnigsmacker (PHR)                     | 0 - 3 | AFC Compiègne (CFA)                      |        |
| AS Yzeure (CFA)                        | 7 - 0 | FC Cruseilles (DHR)                      |        |
| FC Petit Bard-Montpellier (DHR)        | 2 - 4 | FC Martigues (CFA)                       |        |
| AS Manu Ura (Polynésie)                | 1 - 2 | Sainte-Geneviève Sports (CFA)            |        |
| ES Wasquehal (CFA)                     | 3 - 1 | SC Saint-Nicolas (District)              |        |
| FC Montceau Bourgogne (CFA)            | 3 - 1 | FC Villefranche Beaujolais (CFA2)        |        |
| Sports réunis Colmar (CFA)             | 5 - 1 | Jarville JF (CFA2)                       |        |
| Stade Plabennecois (CFA2)              | 1 - 1 | US Concarneau (CFA2)                     | 5-4 ** |
| Hyères Football Club (CFA 2)           | 4 - 0 | AJ Kani Keli (Mayotte)                   |        |
| US Saint-Malo (DH)                     | 0 - 0 | US Alençonnaise 61 (CFA2)                | 3-4 ** |
| Vendée Fontenay Foot (CFA2)            | 2 - 0 | FC Chauray (DH)                          |        |
| US Avranches (CFA 2)                   | 2 - 1 | Pontivy Stade (DH)                       |        |
| Auch (DH)                              | 0 - 3 | JS Cugnaux (CFA2)                        |        |
| Saumur Olympique (DH)                  | 2 - 2 | FC Saint-Lô Manche (CFA2)                | 3-4 ** |
| Saint-Colomban Locminé (CFA2)          | 7 - 0 | Espérance de Plouguerneau Football (DHR) |        |
| CMS Oissel (CFA2)                      | 3 - 2 | US Auchelloise Nouvelle (DHR)            |        |
| JS Saint-Brandan (DHR)                 | 0 - 2 | La Roche Vendée Football (CFA2)          |        |
| Matha Avenir (PH)                      | 0 - 2 | Les Herbiers VF (CFA2)                   |        |
| DC Carhaix (DHR)                       | 0 - 1 | US Montagnarde (CFA2)                    |        |
| AS Taulhac (DH)                        | 0 - 3 | Cercle athlétique bastiais (CFA2)        |        |
| Football Club Chalonnais (CFA2)        | 5 - 2 | Union Lorraine (DHR)                     |        |
| AS Algrange (DH)                       | 1 - 3 | FC Sens (CFA2)                           |        |
| Tour Saint-Clair (CFA2)                | 0 - 1 | USC Corte (CFA2)                         |        |
| JS Longuenesse (PH)                    | 1 - 1 | Levallois Sporting Club (CFA2)           | 4-2 ** |
| Entente Sportive Viry-Châtillon (CFA2) | 3 - 2 | CO Saint-Saturnin (DHR)                  |        |
| US Changéenne (DH)                     | 1 - 0 | USE Avoine Beaumont (CFA2)               | *      |
| US Reipertswiller (District)           | 2 - 4 | US Forbach (CFA2)                        |        |
| Bresse Jura Foot (DH)                  | 1 - 1 | FC Eckbolsheim (DH)                      | 3-1 *  |
| Angoulême CFC (DH)                     | 1 - 0 | Jeunesse athlétique d'Isle (DH)          |        |
| AC Amiens (DH)                         | 3 - 2 | PT Couronnesc (DH)                       |        |
| Villers-lès-Nancy (DHR)                | 0 - 3 | FC Saint-Louis Neuweg (DH)               |        |
| AS Évry (DH)                           | 0 - 1 | Jeanne d'Arc de Drancy (DSR)             |        |
| Trélissac FC (DH)                      | 3 - 1 | La Souterraine (DHR)                     |        |
| AS Allonne (Prom. Interdistict)        | 1 - 4 | US Vermelles (DH)                        |        |
| Alfortville (DSR)                      | 2 - 1 | AS Orly (DH)                             |        |
| SC Bailleul (DHR)                      | 1 - 3 | OS Aire (DH)                             |        |
| FC Loon Plage (DH)                     | 3 - 1 | US Courcelles-lès-Lens (DHR)             |        |
| US Mozac (DHR)                         | 2 - 1 | FC Chamalières (DHR)                     |        |
| JD d’Argentre (District)               | 0 - 1 | Intrépide d'Angers (DHR)                 |        |
| Rhône Crussol (DHR)                    | 0 - 1 | FC Carros (District [PH])                |        |
| Puissalicon-Magalas (District)         | 1 - 0 | US Colomiers (DH)                        |        |
| Foot MT Pilat (District)               | 0 - 3 | SO Chambéry Foot (DH)                    |        |

 *  - après prolongation

 **  - aux tirs au but

## Huitième tour
Les matches du huitième tour se sont joués le week-end du samedi 10 et du dimanche 11 décembre 2005. La plus grosse surprise est venue de l'US Vermelles (Division d'Honneur !) qui a sorti Créteil (Ligue 2 !). À noter aussi la belle performance de Sainte-Geneviève Sports (CFA), qui sort Laval (L2).
Les 44 équipes qualifiées ont rejoint les 20 équipes de ligue 1 pour disputer les trente-deuxièmes de finale.
| Équipe 1                            | Score | Équipe 2                             |        |
| Dijon FCO (L2)                      | 3 - 1 | Clermont Foot (L2)                   |        |
| Montpellier HSC (L2)                | 2 - 1 | FC Sète (L2)                         |        |
| Amiens SC (L2)                      | 1 - 1 | CS Sedan-Ardennes (L2)               | 4-1 ** |
| Stade Brestois (L2)                 | 1 - 0 | EA Guingamp (L2)                     |        |
| Stade de Reims (L2)                 | 0 - 1 | Entente Sannois Saint-Gratien (Nat.) |        |
| Sainte-Geneviève Sports (CFA)       | 1 - 0 | Stade lavallois (L2)                 |        |
| FC Martigues (CFA)                  | 1 - 1 | Grenoble Foot (L2)                   | 2-3 ** |
| Jura Sud Foot (CFA)                 | 0 - 2 | SC Bastia (L2)                       |        |
| US Lesquin (CFA)                    | 2 - 2 | Valenciennes FC (L2)                 | 3-4 ** |
| Cercle athlétique bastiais (CFA2)   | 0 - 0 | FC Istres (L2)                       | 2-4 ** |
| LB Châteauroux (L2)                 | 0 - 0 | La Roche Vendée Football (CFA2)      | 5-3 ** |
| SM Caen (L2)                        | 2 - 0 | Saint-Colomban Locminé (CFA2)        |        |
| Trélissac FC (DH)                   | 2 - 3 | FC Lorient (L2)                      |        |
| US Vermelles (DH)                   | 0 - 0 | US Créteil-Lusitanos (L2)            | 3-1 ** |
| USA Liévin Football (DHR)           | 0 - 3 | Le Havre AC (L2)                     |        |
| SO Romorantin (Nat.)                | 1 - 2 | FUSC Bois-Guillaume (CFA)            |        |
| AS Lyon Duchère (CFA)               | 1 - 0 | Croix de Savoie (Nat.)               |        |
| Vannes OC (Nat.)                    | 3 - 1 | GSI Pontivy (CFA)                    |        |
| Les Herbiers VF (CFA2)              | 2 - 2 | AS Moulins (Nat.)                    | 2-4 ** |
| Vendée Fontenay Foot (CFA2)         | 2 - 1 | Tours FC (Nat.)                      |        |
| Club Franciscain (Martinique)       | 2 - 5 | CS Louhans-Cuiseaux (Nat.)           |        |
| FC Carros (District [PH])           | 0 - 0 | AS Cannes (Nat.)                     | 3-4 ** |
| Football Club Chalonnais (CFA2)     | 0 - 1 | Olympique Noisy-le-Sec (CFA)         |        |
| FC Montceau Bourgogne (CFA2)        | 1 - 2 | FC Mulhouse (CFA)                    |        |
| CMS Oissel (CFA2)                   | 2 - 1 | AFC Compiègne (CFA)                  |        |
| US Montagnarde (CFA2)               | 0 - 2 | AS Vitré (CFA)                       |        |
| Jeunesse Sportive Cugnalaise (CFA2) | 0 - 1 | RCO Agde (CFA)                       |        |
| US Luzenac (CFA)                    | 0 - 1 | USC Corte (CFA2)                     | *      |
| Calais RUFC (CFA)                   | 1 - 0 | ES Viry-Châtillon (CFA2)             |        |
| ES Wasquehal (CFA)                  | 2 - 1 | AS Chaudron (Réunion)                | *      |
| FC Loon-Plage (DH)                  | 0 - 1 | US Roye (CFA)                        | *      |
| Angoulême CFC (DH)                  | 0 - 2 | AS Yzeure (CFA)                      |        |
| Alfortville (DSR)                   | 0 - 1 | ESA Brive (CFA)                      | *      |
| Stade Plabennecois (CFA2)           | 2 - 0 | US Avranches (CFA2)                  |        |
| FC Sens (CFA2)                      | 0 - 2 | US Forbach (CFA2)                    |        |
| Bresse Jura Foot (DH)               | 0 - 3 | Sports réunis Colmar (CFA2)          |        |
| FC Rhône Vallées (CFA2)             | 1 - 0 | SO Chambéry Foot (DH)                |        |
| US Alençonnaise 61 (CFA2)           | 2 - 1 | US Changéenne (DH)                   | *      |
| Saint-Pryve Saint-Hilaire (CFA2)    | 3 - 2 | Aire sur Lys (DH)                    |        |
| FC Saint-Lô Manche (CFA2)           | 3 - 0 | Intrépide d'Angers (DHR)             |        |
| Puissalicon-Magalas (District)      | 0 - 1 | Hyères Football Club (CFA2)          | *      |
| Jeanne d'Arc de Drancy (DSR)        | 4 - 2 | Rethel Sportif (DH)                  |        |
| US Mozac (DHR)                      | 0 - 1 | FC Saint-Louis Neuweg (DH)           | *      |
| AC Amiens (DH)                      | 1 - 2 | JS Longuenesse (PH)                  | *      |

## Trente-deuxièmes de finale
Les matchs des trente-deuxièmes de finale ont eu lieu les 6, 7 et 8 janvier 2006.
Les 20 équipes de ligue 1 firent leur entrée en lice. Le Mans, Nice, Troyes, Nancy et Toulouse furent les cinq équipes de l'élite à échouer dès ce stade.
| Équipe 1                            | Score | Équipe 2                             |        |
| Vannes OC (Nat.)                    | 1 - 2 | FC Lorient (L2)                      |        |
| RC Strasbourg (L1)                  | 4 - 0 | AS Nancy-Lorraine (L1)               |        |
| AS Saint-Étienne (L1)               | 0 - 1 | Lille OSC (L1)                       | *      |
| Le Mans UC (L1)                     | 0 - 1 | RC Lens (L1)                         |        |
| Stade Brestois (L2)                 | 3 - 0 | OGC Nice (L1)                        |        |
| FC Nantes (L1)                      | 2 - 1 | Valenciennes FC (L2)                 |        |
| AS Lyon Duchère (CFA)               | 2 - 1 | Toulouse FC (L1)                     |        |
| Calais RUFC (CFA)                   | 3 - 2 | ES Troyes AC (L1)                    | *      |
| ES Wasquehal (CFA)                  | 1 - 3 | Girondins de Bordeaux (L1)           |        |
| USC Corte (CFA2)                    | 2 - 3 | Stade rennais (L1)                   |        |
| FC Saint-Lô Manche (CFA2)           | 0 - 2 | AC Ajaccio (L1)                      |        |
| CMS Oissel (CFA2)                   | 1 - 2 | FC Sochaux (L1)                      | *      |
| US Vermelles (DH)                   | 0 - 4 | Paris SG (L1)                        |        |
| Jeanne d'Arc de Drancy (DSR)        | 0 - 4 | FC Metz (L1)                         |        |
| AS Moulins (Nat.)                   | 3 - 3 | FC Istres (L2)                       | 5-3 ** |
| SC Bastia (L2)                      | 3 - 3 | CS Louhans-Cuiseaux (Nat.)           | 3-1 ** |
| LB Châteauroux (L2)                 | 2 - 0 | AS Yzeure (CFA)                      |        |
| Dijon FCO (L2)                      | 2 - 1 | US Forbach (CFA2)                    |        |
| Amiens SC (L2)                      | 2 - 0 | Stade Plabennecois (CFA2)            |        |
| Montpellier HSC (L2)                | 2 - 1 | Hyères Football Club (CFA2)          |        |
| JS Longuenesse (PH)                 | 0 - 4 | SM Caen (L2)                         | ***    |
| AS Cannes (Nat.)                    | 1 - 1 | RCO Agde (CFA)                       | 3-4 ** |
| Saint-Pryve Saint-Hilaire FC (CFA2) | 0 - 6 | Entente Sannois Saint-Gratien (Nat.) |        |
| Sainte-Geneviève Sports (CFA)       | 5 - 0 | FC Mulhouse (CFA)                    |        |
| ESA Brive (CFA)                     | 0 - 0 | FUSC Bois-Guillaume (CFA)            | 4-5 ** |
| Vendée Fontenay Foot (CFA2)         | 0 - 1 | AS Vitré (CFA)                       |        |
| US Roye (CFA)                       | 1 - 0 | US Alençonnaise 61 (CFA2)            |        |
| FC Saint-Louis Neuweg (DH)          | 1 - 2 | Sports réunis Colmar (CFA2)          |        |
| Grenoble Foot (L2)                  | 0 - 4 | Olympique lyonnais (L1)              |        |
| Olympique de Marseille (L1)         | 4 - 0 | Le Havre AC (L2)                     |        |
| Olympique Noisy-le-Sec (CFA)        | 0 - 1 | AJ Auxerre (L1)                      |        |
| FC Rhône Vallées (CFA2)             | 0 - 6 | AS Monaco (L1)                       |        |

 *  - après prolongation

 **  - aux tirs au but

 ***  - Longuenesse se qualifie sur tapis vert (Match donné perdu pour Caen par la FFF en application de l'article 21.7 du règlement de la compétition).

## Seizièmes de finale
Les matchs des seizièmes de finale se sont échelonnés entre le 27 janvier et le 22 février 2006. Metz, Ajaccio, Strasbourg, Lens, Auxerre et surtout Monaco furent les équipes de L1 éliminées.
| Équipe 1                      | Score | Équipe 2                             |        |
| Stade Brestois (L2)           | 2 - 0 | Amiens SC (L2)                       |        |
| Dijon FCO (L2)                | 1 - 0 | AS Moulins (Nat.)                    |        |
| SC Bastia (L2)                | 2 - 0 | RCO Agde (CFA)                       | *      |
| Stade rennais (L1)            | 1 - 0 | RC Lens (L1)                         |        |
| Girondins de Bordeaux (L1)    | 2 - 1 | Entente Sannois Saint-Gratien (Nat.) |        |
| AS Lyon Duchère (CFA)         | 0 - 0 | RC Strasbourg (L1)                   | 5-4 ** |
| FUSC Bois-Guillaume (CFA)     | 0 - 2 | FC Nantes (L1)                       |        |
| Paris SG (L1)                 | 1 - 0 | AJ Auxerre (L1)                      |        |
| AC Ajaccio (L1)               | 1 - 2 | Olympique lyonnais (L1)              | *      |
| Olympique de Marseille (L1)   | 2 - 0 | FC Metz (L1)                         |        |
| FC Lorient (L2)               | 0 - 1 | Lille OSC (L1)                       |        |
| Sports réunis Colmar (CFA2)   | 1 - 0 | AS Monaco (L1)                       | *      |
| Sainte-Geneviève Sports (CFA) | 0 - 1 | Calais RUFC (CFA)                    |        |
| AS Vitré (CFA)                | 3 - 1 | JS Longuenesse (PH)                  |        |
| LB Châteauroux (L2)           | 1 - 2 | FC Sochaux (L1)                      | *      |
| Montpellier HSC (L2)          | 6 - 1 | US Roye (CFA)                        |        |

 *  - après prolongation

 **  - Lyon la Duchère se qualifie 5-4 aux tirs au but

## Huitièmes de finale
Les matchs des huitièmes de finale se sont joués les 14, 21 et 22 mars 2006. L'équipe de Calais, en CFA (équivalent de la quatrième division), réussit pour la seconde fois en sept ans à se hisser parmi les huit meilleures équipes.
| Équipe 1                    | Score | Équipe 2                   |   |
| Olympique de Marseille (L1) | 2 - 0 | FC Sochaux (L1)            |   |
| Calais RUFC (CFA)           | 1 - 0 | Stade Brestois (L2)        | * |
| AS Vitré (CFA)              | 0 - 2 | Lille OSC (L1)             |   |
| Montpellier HSC (L2)        | 1 - 0 | Girondins de Bordeaux (L1) |   |
| AS Lyon Duchère (CFA)       | 0 - 3 | Paris SG (L1)              |   |
| Sports réunis Colmar (CFA2) | 1 - 4 | Stade rennais (L1)         |   |
| FC Nantes (L1)              | 3 - 0 | Dijon FCO (L2)             |   |
| Olympique lyonnais (L1)     | 1 - 0 | SC Bastia (L2)             |   |

 *  - après prolongation

## Quarts de finale
Les matchs des quarts de finale se sont joués les 11 et 12 avril 2006. 15 buts furent marqués lors des quatre matchs. Les deux équipes hors-élite, Montpellier (L2) et Calais (CFA) furent éliminées.
| Équipe 1                | Score | Équipe 2                    |   |
| Paris SG (L1)           | 2 - 1 | Lille OSC (L1)              |   |
| Olympique lyonnais (L1) | 1 - 2 | Olympique de Marseille (L1) |   |
| Stade rennais (L1)      | 5 - 3 | Montpellier HSC (L2)        | * |
| Calais RUFC (CFA)       | 0 - 1 | FC Nantes (L1)              |   |

 *  - après prolongation

## Demi-finale
Les matchs de la demi-finale ont eu lieu le 20 avril 2006.
| Équipe 1                    | Score | Équipe 2           |  |
| FC Nantes (L1)              | 1 - 2 | Paris SG (L1)      |  |
| Olympique de Marseille (L1) | 3 - 0 | Stade rennais (L1) |  |

## Finale
La finale s'est tenue au Stade de France à Saint-Denis, le 29 avril 2006.
Le Paris Saint-Germain FC l'a emporté face à l'Olympique de Marseille sur le score de deux buts à un. En remportant leur septième Coupe de France les parisiens se sont qualifiés pour le premier tour de la Coupe UEFA 2006-2007.
| 29 avril 2006             | Paris Saint-Germain FC  | 2 - 1   | Olympique de Marseille | Stade de France, Saint-Denis                                           |                                                                        |
| Historique des rencontres | Kalou 6e · Dhorasoo 49e | (1 - 0) | 67e Maoulida           | Spectateurs : 79 061 · Arbitrage : Laurent Duhamel · Photos du match · | Spectateurs : 79 061 · Arbitrage : Laurent Duhamel · Photos du match · |
| Historique des rencontres | Rapport                 |         |                        | Spectateurs : 79 061 · Arbitrage : Laurent Duhamel · Photos du match · | Spectateurs : 79 061 · Arbitrage : Laurent Duhamel · Photos du match · |

| Paris | Marseille |

| Gardien de but | 01          | Lionel Letizi      | 84e |     |  |
|                | 05          | Bernard Mendy      | 43e |     |  |
|                | 03          | Sylvain Armand     | 57e |     |  |
|                | 04          | David Rozehnal     |     |     |  |
|                | 06          | Mario Yepes        |     |     |  |
|                | 08          | Édouard Cissé      |     |     |  |
|                | 02          | Modeste M'Bami     |     |     |  |
|                | 11          | Jérôme Rothen      |     | 87e |  |
|                | 10          | Vikash Dhorasoo    |     |     |  |
|                | 07          | Bonaventure Kalou  |     |     |  |
|                | 09          | Pauleta            | 82e |     |  |
| Remplaçants :  |             |                    |     |     |  |
|                | 16          | Jérôme Alonzo      |     |     |  |
|                | 0?          | Paulo César        |     | 87e |  |
|                | 0?          | Christophe Landrin |     |     |  |
|                | 0?          | Carlos Bueno       |     |     |  |
|                | 0?          | Fabrice Pancrate   |     |     |  |
| Entraîneur :   |             |                    |     |     |  |
|                | Guy Lacombe |                    |     |     |  |

| Gardien de but | 01             | Fabien Barthez    |     |     |  |
|                | 02             | Habib Beye        | 63e | 80e |  |
|                | 05             | Frédéric Déhu     |     |     |  |
|                | 06             | Renato Civelli    |     |     |  |
|                | 03             | Taye Taiwo        | 80e |     |  |
|                | 10             | Sabri Lamouchi    |     |     |  |
|                | 05             | Lorik Cana        |     |     |  |
|                | 07             | Franck Ribéry     |     |     |  |
|                | 09             | Toifilou Maoulida |     |     |  |
|                | 08             | Mickaël Pagis     |     | 38e |  |
|                | 11             | Mamadou Niang     |     |     |  |
| Remplaçants :  |                |                   |     |     |  |
|                | 16             | Cédric Carrasso   |     |     |  |
|                | 0?             | Alain Cantareil   |     |     |  |
|                | 0?             | Wilson Oruma      | 43e | 38e |  |
|                | 0?             | Samir Nasri       |     | 80e |  |
|                | 0?             | Christian Giménez |     |     |  |
| Entraîneur :   |                |                   |     |     |  |
|                | Jean Fernandez |                   |     |     |  |

## Nombre d'équipes par division et par tour
| Divisions                | Septième tour (88 matchs) | Huitième tour (44 matchs) | Trente-deuxièmes de finale | Seizièmes de finale | Huitièmes de finale | Quarts de finale | Demi- finales | Finale et vainqueur |
| ------------------------ | ------------------------- | ------------------------- | -------------------------- | ------------------- | ------------------- | ---------------- | ------------- | ------------------- |
| Ligue 1 (20 clubs)       | -                         | -                         | 20                         | 14                  | 8                   | 6                | 4             | 2 (V)               |
| Ligue 2 (20 clubs)       | 20                        | 19                        | 12                         | 7                   | 4                   | 1                |               |                     |
| National (20 clubs)      | 15                        | 8                         | 5                          | 2                   |                     |                  |               |                     |
| C.F.A. (hors réserves)   | 25                        | 18                        | 12                         | 7                   | 3                   | 1                |               |                     |
| C.F.A. 2 (hors réserves) | 34                        | 22                        | 11                         | 1                   | 1                   |                  |               |                     |
| Division d'Honneur       | 38                        | 11                        | 2                          |                     |                     |                  |               |                     |
| Autres divisions         | 44                        | 10                        | 2                          | 1                   |                     |                  |               |                     |